# Josef Krames
Josef Leopold Krames (* 7. Oktober 1897 in Wien, Österreich-Ungarn; † 30. August 1986 in Salzburg) war ein österreichischer Mathematiker.

## Leben
Krames absolvierte 1915 das Gymnasium Wien-Währing und begann im Herbst desselben Jahres das Lehramtsstudium in den Fächern Mathematik und Darstellende Geometrie. Im Jahre 1917 legte er das erste Staatsexamen ab und begann mit dem Besuch mathematischer, philosophischer und pädagogischer Vorlesungen an der Universität Wien.
1920 promovierte er an der TU Wien bei Emil Müller mit dem Thema Die Regelfläche dritter Ordnung, deren Striktionslinie eine Ellipse ist. Im Frühjahr 1924 habilitierte er sich für projektive Geometrie ebenda. Nach dem Tod von Müller vertrat er ihn zunächst. Nachdem als Nachfolger von Müller Erwin Kruppa berufen worden war, nahm er 1929 einen Ruf an die Deutsche Technische Hochschule Brünn an.
Im Jahr 1932 wurde Krames ordentlicher Professor für Darstellende Geometrie an der Technischen Universität Graz, wo er 1938/39 auch Vizerektor war. Von 1938 übernahm er die 2. Lehrkanzel für Darstellende Geometrie der TU Wien und wurde 1945 aufgrund seiner NSDAP-Mitgliedschaft entlassen. Nach Tätigkeit am Bundesamt für Eich- und Vermessungswesen übernahm er 1957 die 1. Lehrkanzel für Darstellende Geometrie an der TU Wien, wo er im akademischen Jahr 1961/62 auch Rektor war. 1969 zog er sich zurück.
Josef Krames lieferte wichtige Beiträge zur Geometrie in 110 Arbeiten.

## Auszeichnungen
- Ehrenmitglied der Österreichischen Mathematischen Gesellschaft.

## Publikationen (Auswahl)
- Über Fußpunktkurven von Regelflächen und eine besondere Klasse von Raumbewegungen (über symmetrische Schrotungen I). In: Mh. f. Math. u. Phys. Bd. 45, 1937, S. 394–406.
- Ein anallagmatisches Büschel Dupinscher Ringzykliden. Österreichische Akademie der Wissenschaften, Wien 1970.
- Über Nyströmische Strahlkongruenzen. Springer-Verlag, Berlin / Heidelberg 1966, ISBN 978-3-662-24831-7.
- Die windschiefen Flächen mit ebenen Fallinien. Springer-Verlag, Berlin / Heidelberg 1963, ISBN 978-3-662-26017-3.
- Zur Geometrie der gegenseitigen Einspannung von Luftaufnahmen. Springer-Verlag, Wien 1951.
- Parallaxeneigenschaften zweier Sehstrahlbündel. Springer-Verlag, Wien 1947.